# Casa Cadahalso
La casa Cadahalso es una casa-fuerte localizada en el municipio de Ayala (Álava, España), en Zuaza en el barrio de El Valle, a la derecha de la carretera de Zuaza a Oquendo, siendo la casa n.º 50 de la entidad.
La casa es un edificio de mampostería con sillares en esquinales y planta cuadrangular, con cuerpo a modo de torre en su fachada principal, que presenta en la parte superior un voladizo en madera. la cubierta es de cuatro aguas con faldón sobre la torre y cobertura de teja canal.
En el lateral izquierdo de la construcción existe un adosado de menor altura, probablemente posterior, con planta superior de entramado con ladrillo y tejado de única agua.
En la parte de la torre, cobijado en el lateral de esta, tiene el acceso principal en arco apuntado al que se accede, a su vez, por patín de piedra en cuya parte superior se halla una saetera. En la planta baja existe un estrecho acceso adintelado sobre mensulillas de acceso a la torre, mientras que en el muro frontal y lateral hay pequeños vanos en alto, recercados de sillar, el del lateral a modo de falso arco.
A la derecha de la torre se encuentra el acceso a la cuadra precedido de parte cubierta a un agua con un vano conopial cegado sobre aquella. En la cuadra existen huecos de ventilación en forma de saeteras en el lateral derecho y trasero y en el interior se aprecia una estructura de postes de madera sobre poiales de piedra (alguno sustituido por base de hormigón), estando la solivería y el entablado del forjado de la primera planta en mal estado de conservación.
En el lateral derecho y trasero se abren las saeteras citadas en planta baja y vanos adintelados de varios tamaños, la mayor parte recercados en sillar. El lateral izquierdo presenta el mencionado adosado, con un pequeño vano adintelado y acceso en arco ojival en la primera planta. 